# Jonas (serie de televisión)
Jonas (conocida también como Jonas L.A. para la segunda temporada) es una serie original de Disney Channel creada por Roger S. H. Schulman y Michael Curtis y protagonizada por los Jonas Brothers. El piloto fue filmado en septiembre de 2008 y estrenado el 2 de mayo de 2009; el final de la serie fue el 3 de octubre de 2010. En Latinoamérica, el estreno de la serie fue el 12 de julio de 2009 y dio fin el 28 de enero de 2011, mientras que en España, su estreno fue el 22 de agosto de 2009.
El 9 de noviembre de 2009, se anunció el rodaje de la segunda temporada de la serie, la cual era una versión veraniega y se llamaba Jonas L.A - en ésta los Jonas están listos y frescos para unas merecidas vacaciones de verano donde cada uno de los hermanos disfrutará de su pasatiempo favorito. El 5 de mayo de 2010, se reveló que el nombre de la serie había cambiado a Jonas L.A., lo que reflejaba el paso a Los Ángeles. La nueva temporada se estrenó el 20 de junio de 2010 en Estados Unidos; en Latinoamérica, se estrenó el 5 de septiembre de 2010; y en España, se estrenó el 19 de noviembre de 2010.
El 8 de noviembre de 2010, Disney Channel International anunció durante un comunicado que la serie fue cancelada, terminando con solo un total de 34 episodios, argumentando los ejecutivos de Disney que la serie no obtenía el índice de audiencia suficiente para continuar, a pesar de las exigencias de los fanes de la serie en renovarse para una nueva temporada. Aun así, seguirían con nuevos proyectos junto con los Jonas Brothers para el sello de Disney.
La serie fue nominada a un Emmy como mejor programa infantil en 2010, pero Wizards of Waverly Place: The Movie ganó dicho premio.

## Trama
En la primera temporada (Jonas), Nick, Joe y Kevin Lucas son los tres hermanos más famosos del momento, que juntos forman una banda de pop llamada Jonas. Sus padres, Tom y Sandy Lucas, siempre han intentado que sus hijos sean adolescentes normales, y lo han conseguido, pero solo a veces. Van a al Horace Mantis Academy, una academia privada, en la cual no son muy populares porque la gente ya está acostumbrada a tener a los Jonas en su instituto. Viven en una antigua casa de bomberos y tiene otro hermano, Frankie, pero no toca en la banda. Sus mejores momentos los comparten con su mejor amiga de infancia, que también va al Horace Mantis, Stella Malone, y la mejor amiga de esta, Macy Misa, que es la presidenta del club de fanes de Jonas y la fan número uno del grupo.
En la segunda temporada (Jonas L.A.), Kevin, Joe y Nick aterrizan en Los Ángeles dispuestos a pasar unas vacaciones en la casa que alquilaron en las colinas de Hollywood; pero más que relajación, las vacaciones presentan la posibilidad de cambiar sus vidas para siempre: Joe consigue un papel en una importante película de Hollywood, Kevin descubre su pasión por la industria cinematográfica y sigue los pasos de una famosa directora, y Nick se dedica a surfear y trabaja apasionadamente en la composición de las nuevas canciones para el nuevo disco de Jonas. La escena se completa con las mejores amigas de los chicos, Stella, que sigue luchando con la idea de que entre ella y Joe hay algo más que una simple amistad, y Macy, que además de encagarse de los fanes de JONAS tendrá un romance con Nick.

## Elenco y personajes

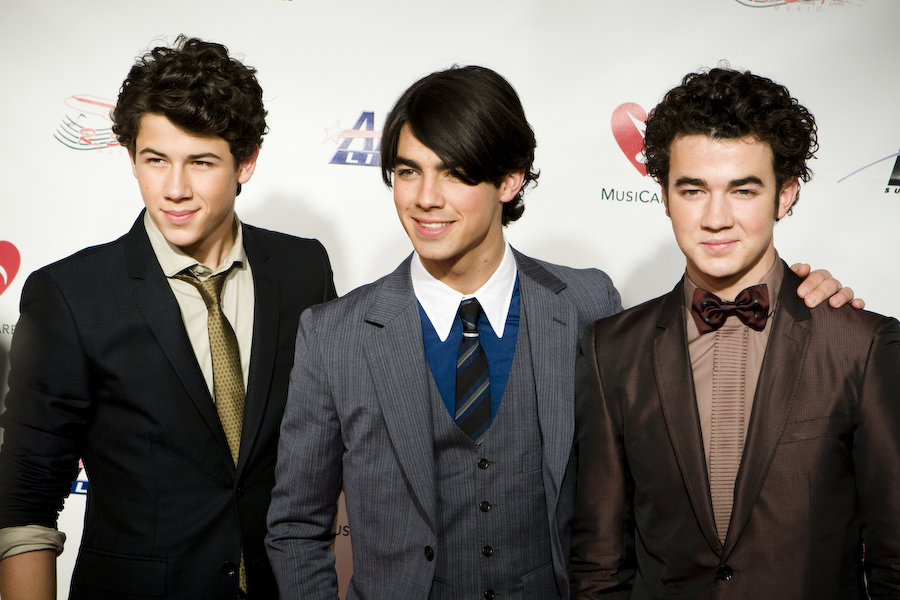
La trama principal de la serie sigue a Nick (izquierda), Joe (centro) y Kevin (derecha).

### Principales
- Kevin Jonas como Kevin Lucas, es la guitarra principal y hace voces de respaldo en la banda. Es el hermano mayor, es un joven salvaje, tonto, ingenuo y poco inteligente, al que le gustan los animales, que presenta planes que son locos e imposibles, aunque, a veces muestra pensamientos profundos e intelectos.
- Joe Jonas como Joseph "Joe" Lucas, es la voz principal, así como los teclados y la guitarra rítmica de la banda. Es el galán del grupo, es el más superficial y orientado a la apariencia de la banda, obsesionado con su cabello. Se muestra que Joe y Stella tienen sentimientos mutuos entre ellos, sin embargo, ambos están de acuerdo en que no saldrán, ya que una ruptura puede dañar su amistad. En la segunda temporada, al estar en Los Ángeles, Joe decide explorar su fase de actuación y el cine. Al final de la serie, él y Stella terminan juntos.
- Nick Jonas como Nicholas "Nick" Lucas, es el baterista de la banda, que ocasionalmente toca la guitarra y la guitarra rítmica. Nick es el más tranquilo, serio, atento y sereno de sus hermanos, es criticado por sus relaciones de corta duración y que se enamora demasiado rápido. Suele perder la paciencia con su hermano Kevin. En la segunda temporada, desarrolla una relación con Macy Misa, que se enamora de su transformación en una persona diferente y más relajada que ya no actúa como una fan rabiosa para la banda, teniendo ambos una relación secreta. Él termina contando al resto de los amigos sobre su relación a través de la canción que él y Kiara hicieron.
- Chelsea Staub como Stella Malone, es la estilista de la banda, mejor amiga de Macy y amiga de la infancia de los hermanos y una excelente costurera. Se muestra que Joe y Stella tienen sentimientos mutuos entre ellos, sin embargo, ambos están de acuerdo en que no saldrán, ya que una ruptura puede dañar su amistad, sin embargo, se pone celosa si ve a Joe con otra. Al final de la serie, ella y Joe terminan juntos.
- Nicole Anderson como Macy Misa, es la presidenta del club de aficionados de la banda Jonas y la mejor amiga de Stella. Se torna nerviosa y emocionada cuando los hermanos se le acercan. Es muy atlética y juega en varios equipos deportivos. En la segunda temporada, Macy cambia su actitud y ya no está tan obsesionada con los hermanos, ya que los considera amigos, llamándole la atención a Nick. Ella y Nick comienzan una relación secreta, que al final de la temporada, se lo revelan a todos.
- John Ducey como Thomas "Tom" Lucas (temporada 1; invitado temporada 2), es el padre de Joe, Nick, Kevin y Frankie, así como el mánager de la banda. A veces es la voz de la razón cuando sus chicos se enamoran de las chicas. Generalmente está nervioso cuando personas famosas entrevistan a la banda.

### Secundarios
- Frankie Jonas como Frankie Lucas, es el hermano menor de los Lucas, él cual siempre está constantemente tratando de ser el centro de atención.
- Robert "Big Rob" Feggans como Big Rob, es el guardaespaldas de la banda, él cual siempre los custodia. Tiene una sobrina llamada Kiara.
- Rebecca Creskoff como Sandy Lucas (temporada 1), la madre de Joe, Nick, Kevin y Frankie, y la esposa de Tom.
- Chuck Hittinger como Van Dyke Tosh (temporada 1), es él ocasional interés amoroso de Stella.
- Tangelina Rouse como la señora Snark (temporada 1), la maestra de biología/drama que ama a Joe, Nick y Kevin.
- Sara Paxton como Fiona Skye (temporada 1), una joven interesada en Joe.
- Adam Hicks como Dennis Zimmer "DZ" (temporada 2), un aspirante a rapero y nuevo amigo de los Jonas en Los Ángeles.
- Abby Pivaronas como Vanessa Paige (temporada 2), es una popular actriz y coestrella de Joe, siendo su novia por un tiempo. Odia a Stella.
- Beth Crosby como Lisa Malone (temporada 2), es la tía de Stella, vive en Los Ángeles, y es con ella que Stella y Macy viven.
- Debi Mazar como Mona Klein (temporada 2), la directora del filme "Abril por siempre".
- China Anne McClain como Kiara Tyshanna (temporada 2), la sobrina de Big Rob. Es la primera persona en saber sobre la relación de Nick y Macy.

## Episodios
| Temporada | Temporada | Episodios | Episodios | Emisión original    | Emisión original     |
| Temporada | Temporada | Episodios | Episodios | Primera emisión     | Última emisión       |
| --------- | --------- | --------- | --------- | ------------------- | -------------------- |
|           | 1         | 21        | 21        | 2 de mayo de 2009   | 14 de marzo de 2010  |
|           | 2         | 13        | 13        | 20 de junio de 2010 | 3 de octubre de 2010 |

## Producción
Poco después de que los Jonas Brothers fueran estrellas invitadas en el episodio de Hannah Montana "Yo y el señor Jonas y el señor Jonas y el señor Jonas", se inició el desarrollo de una serie de televisión y la película original de Disney Channel llamada Camp Rock protagonizada por los Jonas Brothers, después de la grabación de la película comenzó la serie.
El concepto original para la serie de televisión era sobre la banda tocando conciertos como una operación encubierta mientras trabajaban como agentes secretos del gobierno para salvar el mundo y se tituló Jonas (un acrónimo que significaba "Redes Operativas Junior como espías"). Al mismo tiempo, intentaron ocultar su doble vida a su madre y a Frankie. Mientras tanto, Stella, ignorante de la doble vida de los Jonas, salió con cada uno de los hermanos famosos sin informar a los demás e informó los detalles en la columna de su revista juvenil. Dijo Staub, "Así que casi todo el show, todos nos mentimos, y todo se vuelve contraproducente, y nos atrapamos en situaciones incómodas". Ella describió el concepto como "como The Monkees y un poco del Sr. y la Sra. Smith. Habrá secuencias de acción divertidas y seguirá siendo una comedia de situación". 
El piloto de Jonas fue filmado en 2007, pero la Huelga de guionistas en Hollywood de 2007-2008 impidió el progreso. Sin embargo, Disney Channel Asia lo emitió durante el Sneak Peak 2008. En cambio, Disney Channel filmó un mini reality show, el 2008 Disney Channel Original Short Series Jonas Brothers: Living the Dream, que siguió a los Jonas Brothers en una gira de conciertos y se estrenó el 16 de mayo . Unas semanas más tarde, el 20 de junio de 2008, debutó la Película original de Disney Channel Camp Rock, en la cual los hermanos protagonizaron la banda ficticia y no fraternal "Connect 3". Los Jonas Brothers también lanzaron Jonas Brothers: The 3D Concert Experience, una película de concierto Disney Digital 3D.
"Después de esta avalancha de lanzamientos, los Jonas Brothers se volvieron demasiado populares como para imaginarlos como algo más que versiones más dramáticas de ellos mismos", explicó el productor ejecutivo Michael Curtis. "El concepto de espionaje era muy grande y muy ambicioso y comenzó a no sentirse del todo bien. A medida que la banda se hacía más y más grande, realizaban un espectáculo que capturaba más vidas reales y trataban de convertirlo en una versión más sólida y real de lo que podrían estar haciendo se volvió más interesante de hacer y más divertido de hacer ". "Ahora se trata de que seamos una banda y equilibremos una vida normal", dijo Nick Jonas a Access Hollywood. El título de la serie cambió de J.O.N.A.S. a JONAS, soltando el acrónimo pero permaneciendo en todas las mayúsculas. 
Los productores han establecido conexiones entre Jonas y producciones de bandas anteriores. El creador y productor de Show Roger S. H. Schulman afirma que "Es difícil no hacer comparaciones paralelas a The Beatles en 1962 y 1963 cuando se ve el tipo de respuesta que los fanáticos de los Jonas Brothers tienen para con ellos", y describe el a A Hard Day's Night  de 1964 y 1965 Help!  como "mucho un modelo" para la serie.  Los productores y críticos también han comparado la serie con The Monkees, una popular comedia televisiva de mediados de la década de 1960 que también vivió poco tiempo y que también siguió a una banda de la vida real. 
En la gira de prensa de invierno de la Asociación de Críticos de Televisión en enero de 2009, Gary Marsh, presidente de entretenimiento de Disney Channel Worldwide, describió a Jonas como una mezcla entre The Monkees y Flight of the Conchords. 
The Chicago Sun-Times comenta que Joe Jonas es paralelo a "Micky Dolenz tonto", Kevin Jonas "quiropráctico Michael Nesmith y Nick Jonas "soñador Davy Jones ". Según los informes, los Jonas Brothers vieron episodios de The Partridge Family y The Monkees "durante literalmente tres días seguidos" en busca de inspiración.
La serie figuraba en un principio en New Jersey, antes de que la localidad fuera cambiada a Los Ángeles para la segunda temporada y fue grabada en los estudios Hollywood Center, un espacio donde también se han grabado varias series cómicas de Disney Channel a lo largo de los años, como por ejemplo The Suite Life on Deck y Wizards of Waverly Place. En noviembre de 2010, Jonas L.A. era la única serie de Disney Channel producida por It's a Laugh Productions que no se grababa ante una audiencia en vivo. Disney Channel anunció oficialmente, en noviembre de 2010, que Jonas L.A. no volvería. Sólo se mencionó que ellos continuarían trabajando con los Jonas Brothers en el futuro. 

### Casting
Nicole Anderson también audicionó para el papel de Stella, pero la actriz Chelsea Kane finalizó por ganar esa parte. De acuerdo con Kane, su trabajo previo con el director Sean McNamara la ayudó a obtener el rol. Después de que la trama de la serie cambiara, los productores decidieron crear una mejor amiga para Stella y le ofrecieron a Anderson, amiga en la vida real de Kane, el rol de Macy. Jonas tenía la intención de que las estrellas Kevin, Nick y Joe Jonas, que prestan sus nombres, fueran homólogos en la televisión. El papel de Frankie Lucas también fue creado con Frankie Jonas en mente. Al igual que Robert "Big Rob" Feggans, verdadero guardaespaldas de los Jonas Brothers en la vida real, fuera el guardaespaldas de JONAS L.A, llamándose Big Man.

## Recepción

### Recepción crítica
Jonas recibió múltiples críticas para su episodios piloto, las críticas eran principalmente negativas. Ken Ticker de Entertainment Weekly llamó a la serie "The Monkees para millenials" y disfrutó la música de los Jonas Brothers. Brian Lowry, el revisor de la revista Variety, cree que el hecho de que los Jonas Brothers fueran adorables daría un buen resultado para la serie, y aquellos que no eran fanáticos de ellos igualmente encontrarían un encanto en ella. Paige Wiser de Chicago Sun-Times encontró la serie mejor que Hannah Montana pero comento que Nick Jonas conservó su forma de ser, normal para la premier. John Carmanica de The New York Times también estuvo decepcionado con la actuación de Nick, particularmente porque, de acuerdo con Carmanica, él daba el aire más sabio a la banda fuera de la vida en la pantalla. Carmanica también critica que el guion es alegre, pero sin gracia, y "caracteriza la serie con un cinismo profundo", pero elogió la interacción fraterna creíble y el como Kevin Jonas actúa.

### Recepción del espectador
La serie fue la primera serie en Disney Channel que se estrenó un sábado por la noche, como parte de una estrategia deliberada de Disney para abrir la noche a la programación original y competir con el dominio tradicional de Nickelodeon de la noche. El espectáculo se combinó con la serie establecida Wizards of Waverly Place, que se trasladó desde un horario de domingo a primera hora de la tarde, a las 8 p. m. (Tiempo del Este) tragamonedas.
La serie debutó en Disney Channel el 2 de mayo de 2009, y atrajo a un sólido 4,00 millones de espectadores en los Estados Unidos, el 73% de los cuales eran mujeres. Si bien esto equivalió a las mejores calificaciones de Disney Channel en el intervalo de tiempo en ocho meses. The Hollywood Reporter comenta que "a Jonas no le fue mal, exactamente. Es solo que uno espera el estreno de un espectáculo de una gran marca de Disney como Jonas Brothers para tener un mayor impacto".
La audiencia del segundo episodio de la semana siguiente cayó abruptamente a casi la mitad de su audiencia principal: 2.2 millones de espectadores en Estados Unidos y más allá del Top 100 del cable, que E! señala "en el gran esquema de cosas, sigue siendo una muy buena muestra - a menos que estés tratando de estar a la altura de las expectativas de los medios sobre un acto mundialmente famoso ". E! acredita el declive por culpa del estreno del especial iCarly de una hora de Nickelodeon, "iDate a Bad Boy", que obtuvo 6.5 millones de espectadores. Las calificaciones mejoraron en los siguientes episodios, y el New York Times informó: "Si" Jonas "puede ajustar las calificaciones de iCarly, [...] la comedia de los hermanos será considerada un gran éxito internamente".
Sin embargo, solo semanas después de su estreno en Disney Channel movió a Jonas y Wizards of Waverly Place a las tardes de domingo y viernes, respectivamente, y comenzó a emitir películas en su horario anterior. En su horario de domingo, a Jonas le ha ido bien en la demografía infantil clave y promediando 3.4 millones de espectadores. 
Sin embargo, la mudanza a domingos y viernes y la disminución de calificaciones, junto con el cambio en el escenario y las estrategias nefastas para promover el espectáculo, resultaría en la decisión de Disney de desconectar a "Jonas L.A." El 8 de noviembre de 2010, anunció que el espectáculo no volverá para una tercera temporada. En una declaración de un vocero de Disney Channel: "Hemos sido afortunados de trabajar con Jonas Brothers de gran talento en varios proyectos, incluida la serie nominada al Emmy JONAS LA", agregando que "esperamos trabajar con ellos en nuevos proyectos". en el futuro."

## DVD publicados
| Título | Fecha de lanzamiento     | Episodios |
| --- | ------------------------ | --- |
| JONAS: Rockin' The House | 22 de septiembre de 2009 | Wrong Song, Groovy Movies, Pizza Girl, Chasing the Dream, Band's Best Friend, Cold Shoulder, Beauty and the Beat               |
| El DVD incluye siete episodios de la serie y un extra llamado "Las bromas de los Jonas. Víctima: Jordin Sparks"                                               |                          | |
| I Heart JONAS | 26 de enero de 2010      | Karaoke Surprise, Love Sick, Frantic Romantic, The Three Musketeers, Forgetting Stella's Birthday, Double Date, Fashion Victim |
| El DVD incluye cinco episodios de la serie, más dos episodios que aún no salían al aire. Y un extra llamado "Las bromas de los Jonas. Víctima: Chelsea Staub" |                          | |
| Jonas L.A.: Live To Party | 26 de abril de 2011      | House Party, Back to the Beach, Up in the Air, Direct to Video, On the Radio, Band of Brothers                                 |
| El DVD incluye siete episodios de la serie y un extra llamado "Las bromas de los Jonas. Víctima: Miley Cyrus"                                                 |                          | |

## Música

### Temporada 1
La banda sonora de la primera temporada nunca llegó a publicarse. Sólo las canciones de la segunda temporada se incluyeron en la banda sonora oficial, Jonas L.A.. Algunas canciones de la primera temporada nunca se filtraron ni se publicaron completas.

#### Información sobre las canciones
- La versión completa de "Live to Party" apareció en Disney Channel Playlist, el videojuego "Jonas" y un bonus track del Reino Unido para su tercer álbum, A Little Bit Longer.
- La versión completa de "Give Love a Try" apareció en Radio Disney Jams, Vol. 12.
- La versión completa de "Keep It Real" apareció en Lines, Vines and Trying Times y en el videojuego Jonas.
- Las versiones completas de "Tell Me Why", "Work It Out", "Love Sick" y "Time Is on Our Side" aparecieron en el videojuego Jonas. Las versiones completas de las seis canciones del videojuego se subieron a YouTube en enero de 2010.

## Lista de Canciones
| N.º | Título                                             | Episode                                                    | Duración |  |
| 1.  | «Give Love a Try» (Nick Jonas con Bridgit Mendler) | "Wrong Song"                                               | 3:23     |  |
| 2.  | «Pizza Girl»                                       | "Pizza Girl"                                               | 2:16     |  |
| 3.  | «Keep It Real»                                     | "Keeping It Real", "Exam Jam" and "The Secret"             | 2:51     |  |
| 4.  | «We Got to Work It Out»                            | "Band's Best Friend", "Beauty and the Beat" and "Exam Jam" | 3:18     |  |
| 5.  | «Why»                                              | "Fashion Victim", "Detention" and "The Three Musketeers"   | 2:53     |  |
| 6.  | «Blue Danube»                                      | "That Ding You Do"                                         | 1:10     |  |
| 7.  | «I Did It All Again»                               | "Complete Repeat"                                          | 2:40     |  |
| 8.  | «Love Sick»                                        | "Love Sick" and "Exam Jam"                                 | 3:19     |  |
| 9.  | «Give Love a Try» (Joe Jonas solo)                 | "Karaoke Surprise" and "Exam Jam"                          | 1:55     |  |
| 10. | «Time Is on Our Side»                              | "Forgetting Stella's Birthday" and "Exam Jam"              | 2:38     |  |
| 11. | «Scandinavia» (Kevin Jonas solo)                   | "Cold Shoulder" and "Exam Jam"                             | 1:33     |  |
| 12. | «Live to Party»                                    | Todos los episodios                                        | 2:55     |  |

## Doblaje al español
| - Ricardo Bautista como Nick. - Israel Nuncio como Joe. - Pablo Sosa como Kevin. - Leyla Rangel como Stella Malone. - Carla Castañeda como Macy Misa. - Mario Arvizu como Tom - Irving Corona como Frankie. - Juan Carlos Tinoco como Big Man. - Irene Jiménez como Sandy. - Tangelina Rouse como Mrs. Snark - Diego Armando Ángeles como Dennis Zimmer "DZ". - Valentina Souza como Vanessa Paige. - Rebeca Patiño como Lisa Malone. - Kerygma Flores como Mona Klein. - Andalucía López como Kiara Tyshanna. Créditos técnicos - Estudio de Doblaje: Diseño en Audio S.A. de C.V. - Director: Luis Daniel Ramírez - Traductor Adaptador: Catherine González - Director Creativo: Raúl Aldana - Doblaje al español producido por: Disney Character Voices International, Inc. | - Raúl Rojo como Nick. - Álvaro de Juan como Joe. - Sergio García Marín como Kevin. - Sara Heras como Stella Malone. - Beatriz Berciano como Macy Misa. - Francisco Vaquero Tom. - Chelo Molina como Frankie. - Nacho Aramburu como Big Man. - Ana Isabel Hernando como Sandy. - Candela Moreno como Vanessa Paige. - Elena Palacios como Kiara Tyshanna. - Juan Antonio Arroyo como Robert Coler. Créditos técnicos - Estudio de doblaje: SOUNDUB Madrid, Barcelona, Santiago - Director de doblaje: Juan Antonio Arroyo - Traductor: Paco Vara - Ajustador: Juan Antonio Arroyo - Doblaje al español producido por: Disney Character Voices International Inc. |

## Premios y nominaciones
| Año  | Premiación                | Categoría                                  | Nominado       | Resultado | Ref           |
| ---- | ------------------------- | ------------------------------------------ | -------------- | --------- | ------------- |
| 2009 | Teen Choice Awards        | Mejor Actor de TV: Comedia                 | Jonas Brothers | Ganadores | [ 6 ]         |
| 2009 | Teen Choice Awards        | TV: Mejor Estrella Revelación Femenina     | Chelsea Staub  | Nominada  | [ 6 ] [ 7 ]   |
| 2009 | Teen Choice Awards        | TV: Mejor Estrella Revelación Masculina    | Frankie Jonas  | Ganador   | [ 6 ]         |
| 2009 | Teen Choice Awards        | TV: Show Revelación                        | Jonas L.A.     | Ganadores | [ 6 ]         |
| 2010 | Kids Choice Awards        | Actor de TV Favorito                       | Joe Jonas      | Nominado  | [ 8 ] [ 9 ]   |
| 2010 | Kids Choice Awards        | Actor de TV Favorito                       | Nick Jonas     | Nominado  | [ 8 ] [ 9 ]   |
| 2010 | Teen Choice Awards        | Mejor Actor de TV: Comedia                 | Jonas Brothers | Ganadores | [ 10 ]        |
| 2010 | Hollywood Teen TV Awards  | Actriz Adolescente: Comedia                | Chelsea Staub  | Nominada  | [ 11 ]        |
| 2010 | Primetime Emmy Award      | Mejor Programa Infantil                    | Jonas L.A.     | Nominados | [ 1 ]         |
| 2010 | Kids Choice Awards México | Personaje Internacional Masculino Favorito | Joe Jonas      | Nominado  | [ 12 ] [ 13 ] |
| 2010 | Kids Choice Awards México | Personaje Internacional Masculino Favorito | Nick Jonas     | Nominado  | [ 12 ] [ 13 ] |
| 2010 | Kids Choice Awards México | Programa Favorito                          | Jonas L.A      | Nominados | [ 12 ] [ 13 ] |
| 2011 | Kids Choice Awards        | Actor de TV Favorito                       | Nick Jonas     | Nominado  | [ 14 ] [ 15 ] |
| 2011 | Kids Choice Awards        | Actor de TV Favorito                       | Joe Jonas      | Nominado  | [ 14 ] [ 15 ] |